# Golden Raspberry Award
Razzie eller The Golden Raspberry Award er en prisuddeling, der uddeles til filmbranchens værste præstationer i årets løb. Uddelingen afholdes dagen før Oscaruddelingen, og der uddeles priser i kategorier som "Værste film", "Værste skuespiller", "Værste skuespillerinde" osv. 
The Golden Raspberry Award blev indstiftet af PR-manden John J. B. Wilson i 1980. og blev første gang uddelt den 31. marts 1981 i John J.B. Wilsons dagligstue i Los Angeles til ære for de værste film i 1980. I de første år blev prisen uddelt samme aften som Oscaruddelingen, men Wilson vurderede, at der ville opstå mere opmærksomhed, hvis arrangementet i stedet blev afviklet dagen før Oscaruddelingen, og arrangementer er derfor blevet flyttet til dagen før. De første par uddelinger var besøgt af forholdsvis få deltagere, men ved den 4. uddeling, blev arrangementet dækket af flere tv-stationer, herunder CNN. Arrangementet har siden vokset sig større og dækkes i dag af flere medier. 
Selve statuetten består af et hindbær på størrelse med en golfbold, der er placeret på en Super-8 filmrulle, alt sammen spraymalet med "guld"-maling. 
Det er de færreste "vindere", der møder op til ceremonien, men enkelte er mødt op for at modtage deres pris, herunder Tom Green (Værste skuespiller og Værste instruktør), Halle Berry og Sandra Bullock (Værste skuespillerinde), og Paul Verhoeven (Værste instruktør).

## Uddelinger
- Den 17. Razzie-Uddeling
- Den 18. Razzie-Uddeling
- Den 19. Razzie-Uddeling
- Den 20. Razzie-Uddeling
- Den 21. Razzie-Uddeling
- Den 22. Razzie-Uddeling
- Den 25. Razzie-Uddeling
- Den 29. Razzie-Uddeling
- Den 30. Razzie-Uddeling
- Den 31. Razzie-Uddeling
- Den 32. Razzie-Uddeling
- Den 33. Razzie-Uddeling
- Den 34. Razzie-Uddeling
- Den 35. Razzie-Uddeling
- Den 38. Razzie-Uddeling

## Ekstern henvisning
- Wikimedia Commons har flere filer relateret til Golden Raspberry Award
- Home of the Golden Raspberry Award Foundation Arkiveret 3. juli 2006 hos  Wayback Machine

| Film | Spire Denne filmartikel er en spire som bør udbygges. Du er velkommen til at hjælpe Wikipedia ved at udvide den. |